# Ilse Sanders
Ilse Sanders (* 21. Januar 1927 in Osnabrück; † 15. November 1986) war eine deutsche CDU-Politikerin und Abgeordnete der Hamburgischen Bürgerschaft.

## Leben
Nach ihrem Abitur am Gymnasium für Mädchen in Osnabrück absolvierte Ilse Sanders eine Ausbildung als Säuglingspflegerin an der Städtischen Frauenklinik. Anschließend besuchte sie die Handelsschule in Hamburg und begann nach deren Abschluss eine Tätigkeit als Arztsekretärin. Von 1958 bis 1972 arbeitete sie im Wissenschaftlichen Außendienst eines pharmazeutischen Unternehmens.

## Politik
Die CDU entsandte sie von 1974 bis 1978 in die Deputation der Sozialbehörde. Von 1975 bis 1978 saß sie außerdem in der Bezirksversammlung Hamburg-Altona.
Von 1978 bis 1982 war Ilse Sanders Mitglied der Hamburgischen Bürgerschaft. Sie arbeitete vor allem im Kulturausschuss und im Ausschuss für Jugend und Soziales mit.